# Arménská hymna
Hymna Arménie je píseň Mer Hayrenik (česky Naše vlasti). Autorem písně která vznikla roku 1859 je Barsegh Kanachyan, arménskou hymnou se stala v roce 1991.

## Text a doslovný český překlad
| Arménský text                                                                                 | Transkripce                                                                                               | Český překlad |
| --------------------------------------------------------------------------------------------- | --- | --- |
| Մեր Հայրենիք, ազատ անկախ, Որ ապրել է դարէդար Յուր որդիքը արդ կանչում են Ազատ, անկախ Հայաստան։ | Mer Hayrenik, azat ankakh, Vor aprel e dare dar Yur vordik’ё ard kanch’um e Azat, ankakh Hayastan.        | Moje vlasti, svobodná, nezávislá, Ta, která po staletí volá své syny k volné, nezávislé Arménii.                    |
| Ահա եղբայր քեզ մի դրօշ, Որ իմ ձեռքով գործեցի Գիշերները ես քուն չեղայ, Արտասուքով լուացի։      | Aha yeghbayr k’ez mi drosh, Zor im dzer’k’ov gortsets’i Gishernerë yes k’un ch’egha, Artasuk’ov lvats’i.  | Zde je vlajka pro tebe, můj bratře, kterou jsem šil ručně během bezesných nocích, promytých slzami.                 |
| Նայիր նրան՝ երեք գոյնով, Նուիրական մեր նշան Թող փողփողի թշնամու դէմ Թող միշտ պանծայ Հայաստան։ | Nayir nran yerek’ guynov, Nvirakan mek’ nshan T’ogh p’oghp’oghi t’shnamu dem T’ogh misht pantsa Hayastan. | Podívej se na ní ve třech barvách, naše posvátné znamení nechť září proti nepříteli Nechť Arménie je slavná navždy. |
| Ամենայն տեղ մահը մի է Մարդ մի անգամ պիտ մեռնի, Բայց երանի՝ որ իւր ազգի Ազատութեան կը զոհուի։  | Amenayn tegh mahë mi e Mard mi angam pit mer’ni, Bayts’ yerani, vor yur azgi Azatut’yan kzohvi.           | Smrt je všude stejná, Člověk umírá jen jednou, Blahoslavený je ten, který umírá Za svobodu svého národa.            |